# Kehlani
Kehlani (* 24. dubna 1995 Oakland, Kalifornie) je americká zpěvačka, rapperka a tanečnice. V roce 2014 vydala svůj debutový mixtape Cloud 19 a její druhý mixtape You Should Be Here vyšel v roce 2015. V roce 2016 byla nominována na cenu Grammy v kategorii Best Urban Contemporary Album za její druhý mixtape a v roce 2018 byla opět nominována, tentokrát v kategorii Best R&B Performance za píseň Distraction. V roce 2019 vydala třetí mixtape While We Wait. Své debutové studiové album SweetSexySavage vydala v lednu 2017 a druhé studiové album It Was Good Until It Wasn't vyšlo 8. května 2020.

## Diskografie

### Studiová alba
- SweetSexySavage (2017)
- It Was Good Until It Wasn't (2020)
- Blue Water Road (2022)
- Crash (2024)

### Mixtapes
- Cloud 19 (2014)
- You Should Be Here (2015)
- While We Wait (2019)